# Sommosse popolari a Ürümqi del luglio 2009
Le sommosse popolari a Ürümqi del luglio 2009 furono una serie di violenti scontri che durarono vari giorni a partire dal 5 luglio 2009 nella città di Ürümqi, capoluogo dello Xinjiang, nordovest della Cina.

## Storia
La rivolta, che il primo giorno coinvolse almeno 1000 uiguri, iniziò come una protesta ma degenerò in violenti attacchi rivolti verso gli Han. Le autorità fecero ricorso alla polizia e due giorni dopo centinaia di Han si scontrarono sia con gli uiguri che con la polizia. Fonti cinesi parlano di 197 persone morte, di altre 1721 ferite e di molti veicoli ed edifici distrutti; d'altra parte gli uiguri affermano che il numero di vittime è maggiore. Human Rights Watch ha documentato 73 casi di uiguri scomparsi nei rastrellamenti della polizia nei giorni seguenti la rivolta.
La rivolta cominciò quando la polizia fronteggiò la marcia organizzata per chiedere un'inchiesta approfondita sui fatti di Shaoguan, provincia del Guangdong, durante i quali, il 25-26 giugno precedenti, due uiguri erano stati uccisi in scontri con gli Han. Gli osservatori non sono comunque d'accordo su quale sia stata la causa che ha portato la protesta a degenerare in scontri. Secondo il governo cinese la rivolta era già stata pianificata come tale dal Congresso mondiale degli Uiguri, organizzazione internazionale di uiguri in esilio che vuole rappresentare questo popolo, sebbene la leader dell'organizzazione, Rebiya Kadeer, fosse fortemente contraria all'uso della forza nella sua lotta per l'autodeterminazione. I gruppi uiguri affermarono invece che l'escalation di violenze fu causato dell'eccessivo uso della forza da parte della polizia.